# Gaghard
Gaghard o Geghard (in armeno Գեղարդ?) è un comune dell'Armenia di 470 abitanti (2009) della provincia di Kotayk'.
Sul territorio di questo comune si trova il monastero di Geghard.